# Karel Kubrt
Karel Kubrt (23. února 1927 - ???) byl český a československý politik Komunistické strany Československa a poslanec Sněmovny lidu Federálního shromáždění za normalizace.

## Biografie
K roku 1971 a 1976 se profesně uvádí jako strojní zámečník.
Ve volbách roku 1971 zasedl do Sněmovny lidu (volební obvod č. 79 - Rychnov nad Kněžnou, Východočeský kraj). Mandát obhájil ve volbách roku 1976 (obvod Rychnov nad Kněžnou) a volbách roku 1981 (obvod Rychnov nad Kněžnou). Ve Federálním shromáždění setrval do konce funkčního období, tedy do voleb v roce 1986.